# Adam Koch
Pour les articles homonymes, voir Koch.
Adam Koch, né le 4 mai 1988 à Ashwaubenon au Wisconsin, est un joueur américain de basket-ball.